# Vaccinium pseudopubicalyx
Vaccinium pseudopubicalyx — вид квіткових рослин із родини вересових (Ericaceae).

## Діагностика
Vaccinium pseudopubicalyx морфологічно подібний до V. pubicalyx та його різновидів, але його можна відрізнити за меншою кількістю пар вторинних вен (3–5 проти 5–9), меншими (2–3.5 × ≈ 1 мм проти 5–8 × ≈ 1.5–2 мм) та ланцетними (проти яйцюватих) квітковими приквітками, за молодими гілочками та осями суцвіть біло-запушеними (проти коричнювато-запушених) і пиляками з меншими дорсальними шпорами (0.5–1 мм проти ≈ 4 мм).

## Поширення
Вид описано з провінції Хайнань Китаю.